# George Thomas Barnes
George Thomas Barnes (* 14. August 1833 in Augusta, Georgia; † 24. Oktober 1901 ebenda) war ein US-amerikanischer Politiker. Zwischen 1885 und 1891 vertrat er den Bundesstaat Georgia im US-Repräsentantenhaus.

## Werdegang
George Barnes besuchte zunächst private Schulen und danach die Richmond Academy sowie das Franklin College. Anschließend studierte er bis 1853 an der University of Georgia in Athens. Nach einem Jurastudium und seiner im Jahr 1855 erfolgten Zulassung als Rechtsanwalt begann er in Augusta in seinem neuen Beruf zu arbeiten. Während des Bürgerkrieges war er Oberleutnant und später Brevet-Major im Heer der Konföderation.
Politisch war Barnes Mitglied der Demokratischen Partei. Zwischen 1860 und 1865 saß er neben seiner militärischen Tätigkeit im Bürgerkrieg auch als Abgeordneter im Repräsentantenhaus von Georgia. Von 1876 bis 1884 war Barnes Mitglied des Democratic National Committee. Bei den Kongresswahlen des Jahres 1884 wurde er im zehnten Wahlbezirk von Georgia in das US-Repräsentantenhaus in Washington, D.C. gewählt, wo er am 4. März 1885 die Nachfolge von Thomas Hardeman antrat. Nach zwei Wiederwahlen konnte er bis zum 3. März 1895 drei Legislaturperioden im Kongress absolvieren.
Bei den Wahlen des Jahres 1890 unterlag er Thomas E. Watson von der Populist Party. Nach seinem Ausscheiden aus dem US-Repräsentantenhaus arbeitete George Barnes wieder als Anwalt. Er starb am 24. Oktober 1901 in seiner Heimatstadt Augusta.